# Framing (WWW)
Il framing è una pratica che riguarda l'utilizzo di un collegamento ipertestuale nel world wide web, atto a richiamare il contenuto di un determinato sito internet.
L'operazione è spesso precipuamente illecita: ciò è dovuto alle modalità con cui il contenuto della pagina web interessata è richiamato e presentato, una struttura graficamente identica a quella del sito web richiamante, senza indicare la provenienza dei contenuti presenti.